# Bataillon Edgar André
Le bataillon Edgar André (en) fut le premier régiment de la XIe Brigade internationale des Brigades internationales durant la guerre d'Espagne. Il était composé d'Allemands et d'Autrichiens. Il porte le nom d'Etkar André, un membre du Parti communiste d'Allemagne,  arrêté en 1933 après l'arrivée au pouvoir des nazis et exécuté en 1936.